# Барль
Барль (фр. Barles, окс. Barles) — коммуна во Франции, находится в регионе Прованс — Альпы — Лазурный Берег. Департамент коммуны — Альпы Верхнего Прованса. Входит в состав кантона Сейн. Округ коммуны — Динь-ле-Бен.
Код INSEE коммуны — 04020.

## Население
Население коммуны на 2008 год составляло 152 человека.
| 1962 | 1968 | 1975 | 1982 | 1990 | 1999 | 2008 |
| ---- | ---- | ---- | ---- | ---- | ---- | ---- |
| 123  | 100  | 81   | 85   | 104  | 114  | 152  |

## Экономика
Основу экономики составляют лесное хозяйство, сельское хозяйство, овцеводство и туризм.
В 2007 году среди 93 человек в трудоспособном возрасте (15—64 лет) 64 были экономически активными, 29 — неактивными (показатель активности — 68,8 %, в 1999 году было 67,2 %). Из 64 активных работали 48 человек (28 мужчин и 20 женщин), безработных было 16 (7 мужчин и 9 женщин). Среди 29 неактивных 8 человек были учениками или студентами, 11 — пенсионерами, 10 были неактивными по другим причинам.

## Достопримечательности
- Мост через реку Ле-Бе (1740 год)
- Церковь Нотр-Дам, построена в 1853 году на месте часовни Сен-Рош
- Часовня Сент-Андре, место ежегодного паломничества